# Nikola Meeuwsen
Nikola Meeuwsen, né en 2002 à La Haye aux Pays-Bas, est un pianiste concertiste néerlandais de musique classique, lauréat de concours de piano.

## Biographie
Nikola Meeuwsen est né en 2002 à La Haye dans une famille de musiciens. Musicien précoce, il prend part à des concours de piano, remportant en 2012 le concours Steinway de Bruxelles et, en 2014, le concours du Koninklijk Concertgebouw à Amsterdam. De même, le Concertgebouw décerne à Nikola Meeuwsen le prix du Jeune Talent 2019.

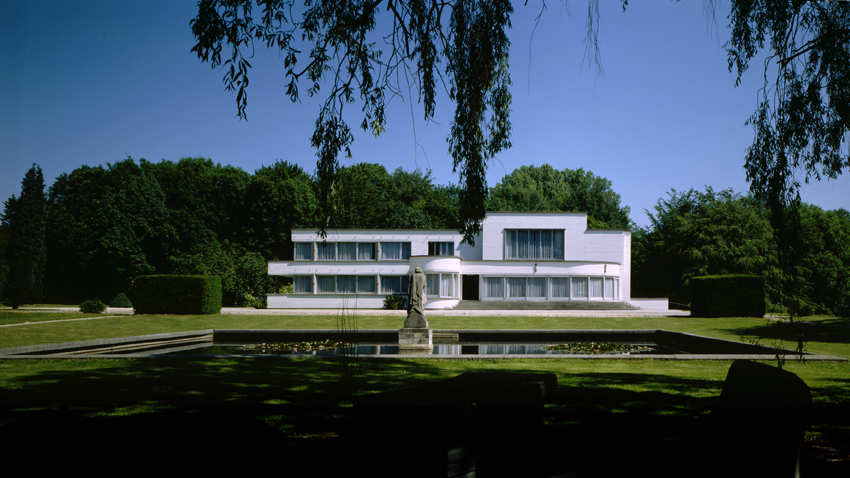
Chapelle musicale Reine Élisabeth à Waterloo.

À partir de 2010, il étudie le piano avec Marlies van Gent à La Haye et, à partir de 2014, avec Enrico Pace à l’Accademia Pianistica d’Imola. Il possède déjà une grande expérience en solo, avec des orchestres symphoniques ou de musique de chambre, interprétant des concertos pour piano notamment avec le Residentie Orkest à La Haye et l’Orchestre de musique de chambre des Pays-Bas, l'Orchestre national de Belgique, l'Orchestre national de Dortmund, l'Orchestre symphonique national de Lituanie et symphonique de Varsovie. Il a participé à des festivals : Storioni, de musique de chambre de Schiermonnikoog, Classique, Classical NOW! et Gwyl Machynlleth au Pays de Galles.  Nikola Meeuwsen interprète de la musique de chambre avec les violonistes Alexander Kerr, Vladimir Mendelssohn et Antje Weithaas ainsi que des duos au piano avec Igor Roma, Anna Fedorova et Enrico Pace. Avec sa cousine, la mezzo-soprano Maria Warenberg (lauréate du concours Reine Élisabeth en 2023), et son cousin, le violoncelliste Alexander Warenberg, il forme également des duos et des trios de musique de chambre.
En septembre 2022, il rejoint la Chapelle Musicale Reine Élisabeth à Waterloo où il parfait sa technique au piano avec les conseils et l’expérience de Frank Braley et Avedis Kouyoumdjian.
En 2023, il a reçu le prix du Grachtenfestival et il a été artiste résident du festival d'Amsterdam. 
Le 1er juin 2025, Nikola Meeuwsen est le premier néerlandais à remporter le Concours musical international Reine Élisabeth de Belgique 2025 et le prix Reine Mathilde y associé. En finale, il a interprété la pièce inédite Music for the Heart de Kris Defoort et le Concerto pour piano no 2 de Sergueï Prokofiev.

## Discographie
- Avrotros, œuvres de Schumann, Scriabin, Brahms et Bach, 2020.